# Muhamed Omerčić
Muhamed Omerčić, hrvatski političar iz Tuzle, rođen 1904.g. u trgovačkoj porodici. Bio je član JMO i narodni zastupnik u Kraljevini Jugoslaviji. Također je bio narodni zastupnik u sazivu Hrvatskoga državnog sabora 1942. godine, kada su pozvani svi izabrani zastupnici iz JMO u parlamentu Kraljevine Jugoslavije, ako su još na životu i trajno borave na području NDH, da se jave u Hrvatski državni sabor, gdje će obnašati zastupničku dužnost do prvih izbora. Gubi mu se svaki trag pred kraj II.svjetsog rata, vračajući se iz Zagreba sa zadnjeg zasjedanja Hrvatskog državnog sabora.